# Johann Heinrich Schramm (Maler)
Johann Heinrich Schramm (* 21. Mai 1810 in Teschen; † 7. März 1865 in Wien) war ein österreichischer Maler.

## Leben
Johann Heinrich Schramm, Sohn eines Tischlermeisters, wollte ursprünglich Architekt werden und studierte dazu von 1825 bis 1827 am Polytechnischen Institut in Wien. Bei den Architekturzeichnungen zeigte sich sein großes künstlerisches Talent und er wechselte an die Wiener Akademie, wo er von 1831 bis 1832 Historienzeichnung studierte. Danach bildete er sich als Autodidakt weiter und ging von der Blumenmalerei zur Porträtmalerei über. Ab 1837 lebte er in Prag, danach in Dresden. Er war mit dem Bildhauer Bertel Thorvaldsen befreundet und begleitete diesen 1841 auf dessen Fahrt durch Deutschland. 1842 wurde er zum Professor an der Weimarer Zeichenschule und zum Hofmaler ernannt. 1865 kehrte er nach Wien zurück, wo er kurz darauf starb.
1844 wurde Schramm mit dem niederländischen Eichenkronen-Orden ausgezeichnet.
Schramm malte zahlreiche Porträts von adeligen Persönlichkeiten, bevorzugt in Aquarell, außerdem schuf er Zeichnungen und Miniaturen.

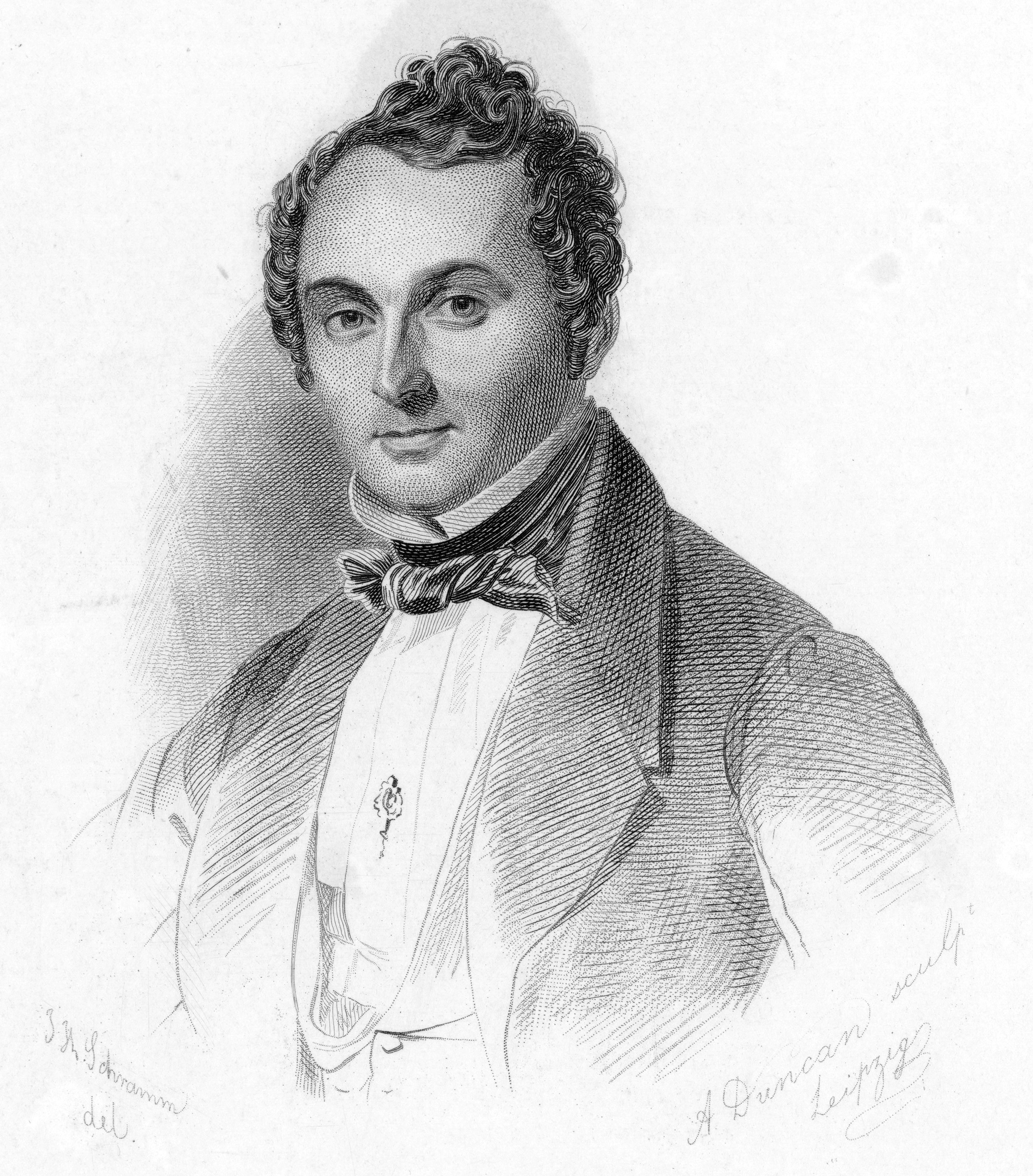
Albert Lortzing
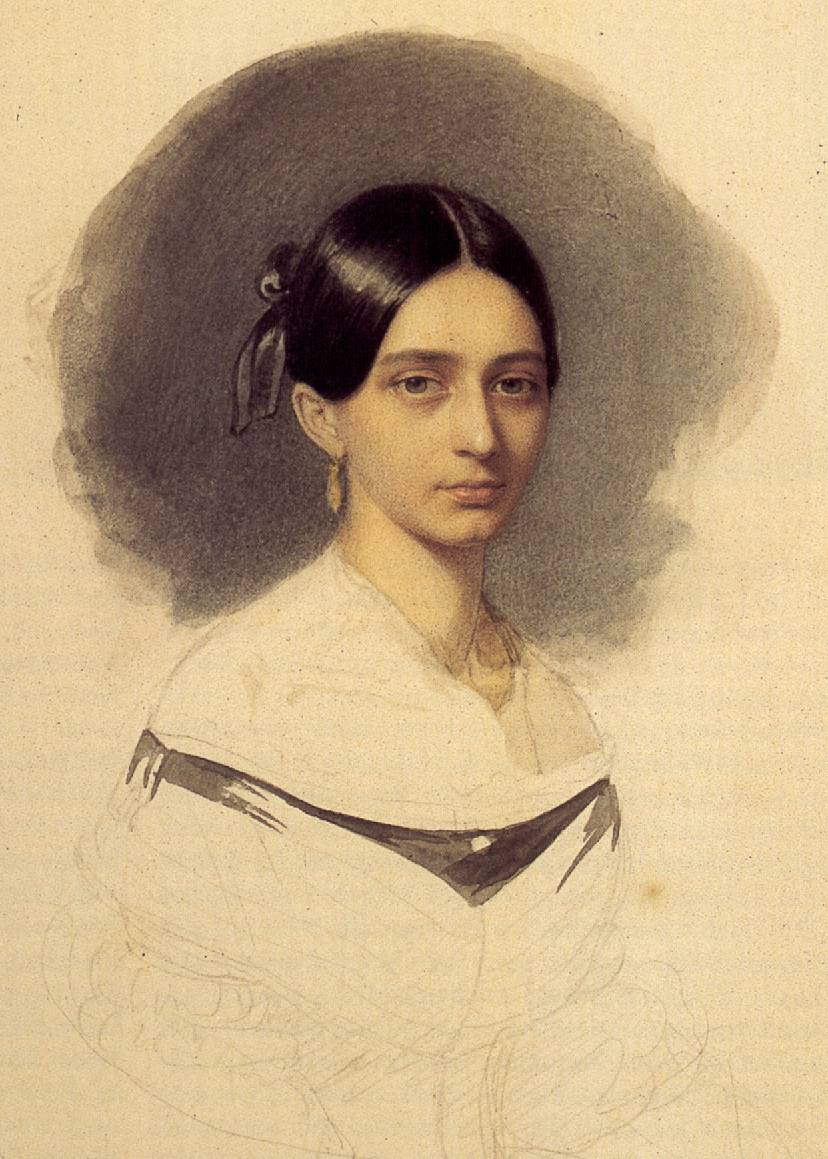
Clara Schumann
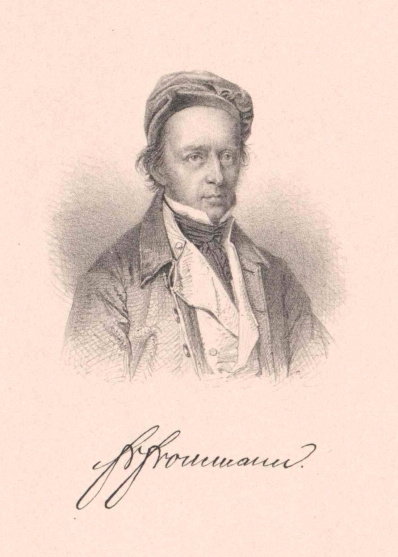
Friedrich Johannes Frommann
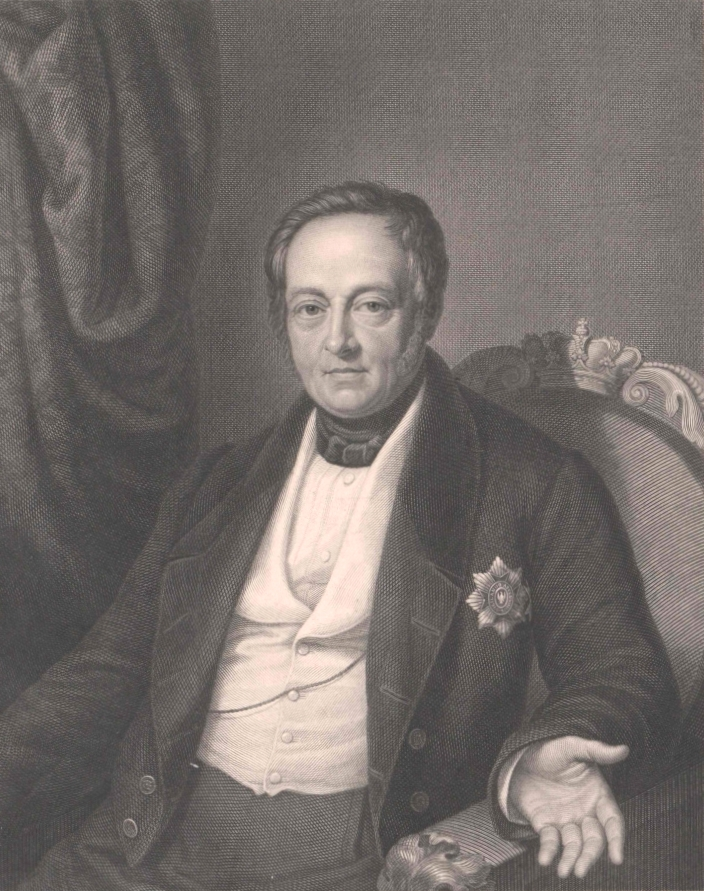
Carl Friedrich von Sachsen-Weimar-Eisenach
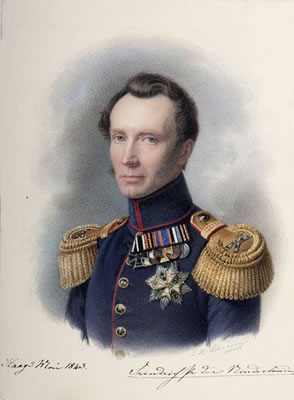
Prinz Wilhelm Friedrich Karl der Niederlande